# Titularbistum Vicus Turris
Vicus Turris (ital.: Vico della Torre) ist ein Titularbistum der römisch-katholischen Kirche.
Es geht zurück auf einen untergegangenen Bischofssitz in der gleichnamigen antiken Stadt, die in der römischen Provinz Africa proconsularis (heute nördliches Tunesien) lag. Der Bischofssitz war der Kirchenprovinz Karthago zugeordnet.
| Titularbischöfe von Vicus Turris |                                   |                                      |                  |                |
| Nr.                              | Name                              | Amt                                  | von              | bis            |
| 1                                | Jean Albert Marie Auguste Bernard | Weihbischof in Besançon (Frankreich) | 4. Dezember 1967 | 7. Januar 1972 |
| 2                                | Alfredo Guillermo Disandro        | Weihbischof in Córdoba (Argentinien) | 24. Februar 1975 | 16. April 1980 |
| 3                                | René Arnold Valero                | Weihbischof in Brooklyn (USA)        | 4. Oktober 1980  | 10. März 2019  |
| 4                                | Slawomir Szkredka                 | Weihbischof in Los Angeles (USA)     | 18. Juli 2023    |                |